# Импульсивность — рефлективность
Импульсивность-рефлективность (англ. Reflective–impulsivity, в русскоязычных статьях также используется термин «рефлексивность») — когнитивный стиль, который характеризует скорость принятия решений и их точность. Является характеристикой концептуального или когнитивного темпа.
Люди с импульсивным когнитивным стилем склонны быстро реагировать в ситуации множественного выбора, при этом не осуществляя анализ всех возможных альтернатив, и потому совершают много ошибок. Люди с рефлективным когнитивным стилем, наоборот, имеют замедленный темп реагирования, связанный, однако, с многократной перепроверкой и уточнением гипотез на основе тщательного анализа всех возможных вариантов, по этой причине они более точны в своих ответах.
Согласно квадриполярному подходу, полюс импульсивности (склонность быстро принимать решения) по критерию количества ошибок расщепляется на два субполюса: «быстрые/неточные» (или «импульсивные») и «быстрые/точные», аналогично и полюс рефлективности (склонность медленно принимать решения) представлен двумя субполюсами: «медленные/точные» (или «рефлективные») и «медленные/неточные».

## История изучения

### Исследование мышления у дошкольников Дж. Каганом
Американский психолог Джером Каган (25 февраля 1929 — 10 мая 2021) первоначально занимался изучением индивидуальных различий в способах категоризации объектов. В своих исследованиях он предъявлял детям дошкольного возраста изображения 3 знакомых им предметов и просил отобрать 2 сходных между собой (в другой методике предлагалась сортировать изображения людей). В результате он выделил три основных способа категоризации:
- Категориально-заключающий — группировка на основе принадлежности предметов к определенной категории.
- Тематический — группировка на основе ситуативных или функциональных отношений объектов.
- Аналитико-описательный — группировка на основе отдельных признаков и деталей объектов.

В итоге выяснилось, что дети, склонные к тематическому способу категоризации, менее внимательны и гиперактивны в своих действиях, то есть проявляют черты импульсивности. Дети же с аналитико-описательным способом категоризации демонстрировали рефлективное поведение (более внимательны и лучше себя контролируют). Также было установлено, что количество аналитических ответов увеличивается с возрастом испытуемых. На основе этих данных Дж. Каган сделал вывод о различиях в «когнитивном темпе» (или скорости принятия решений): импульсивные дети быстро принимают решения, рефлективные — медленно. В рамках этой теории на первый план выдвигались именно динамические характеристики деятельности (количество ошибок или содержательная характеристика, по классификации эстонского психолога Колги В. А. (18 октября 1947 — 1 июля 2021), стала исследоваться позднее). Дж. Каган связывал эти различия с особенностями баланса между двумя стратегиями: ориентацией на быстрый успех (импульсивность) или тревогой за возможную ошибку (рефлективность).
Описание когнитивного стиля детей с категориально-заключающим типом категоризации в работах Дж. Кагана не рассматривалось, за что его критиковали некоторые авторы, например, Холодная М. А.

### Результаты других исследований
В работах американского психолога С. Мессера было показано, что, судя по характеру глазодвигательной активности, рефлективность предполагает более тщательный и систематический сбор информации в работе с методикой Дж. Кагана: такие испытуемые больше времени затрачивают как на общее рассмотрение всех рисунков, так и на каждый из них в частности, также они чаще фиксируют взгляд на отдельных признаках объектов, сравнивая на этом основании изображения между собой.
Рефлективные дети продемонстрировали более высокие показатели по шкале «рациональность», измеренные с помощью модификации опросника EQS Корниловой Т. В. Это означает, что они склонны к отбору и накоплению информации.
Было также показано, что рефлективные дети более успешны (в сравнении с импульсивными) по таким показателям, как: использование продуктивных стратегий решения задач, уровень метапамяти, поленезависимость, уровень академической успеваемости, уровень зрелости речи, произвольное замедление моторных действий.

## Методы диагностики импульсивного/рефлективного когнитивного стиля

### Методика «Сравнивание похожих рисунков»[1]
Испытуемому предъявляются листы, на которых сверху изображен какой-либо знакомый предмет (фигура-эталон), а внизу под ним в 2 ряда располагаются 8 (для более младших испытуемых — 6) почти идентичных изображений этого же предмета. Задача испытуемого заключается в том, чтобы найти среди них полностью идентичное фигуре-эталону изображение.
Показатель импульсивности/рефлективности: 1) латентное время первого ответа; 2) общее количество ошибок.
Импульсивные люди быстрее дают первые ответы и совершают больше ошибок, чем рефлективные испытуемые.

### Методика сравнения объектов на основе осязательного и зрительного сравнения[1]
Испытуемому, исключая зрительный контакт, предлагается ощупать деревянную фигуру-эталон (время не ограничено). После этого он зрительно изучает доску с 5 похожими фигурами, его задача заключается в том, чтобы найти полностью идентичную эталону фигуру.
Показатель импульсивности/рефлективности: 1) время, необходимое для тактильного изучения фигуры-эталона; 2) латентное время первого ответа; 3) количество ошибок.
Импульсивные люди меньше времени затрачивают на изучение основной фигуры, быстрее дают первые ответы и совершают больше ошибок, чем рефлективные испытуемые.

## Связь с другими психологическими характеристиками
- Существует связь между когнитивным стилем «импульсивность-рефлективность» ребенка (в младшем школьном и младшем подростковом возрастах) и когнитивным стилем отца[9].
- Для больных параноидной формой шизофрении характерен импульсивный когнитивный стиль[10].
- Импульсивные испытуемые в среднем быстрее принимают решение при оценке психологических характеристик человека по его внешности. При этом они более чувствительны к навязанной им неявной закономерности между внешностью человека и его психологическими характеристиками[11].
- Люди с высокой академической успешность и реальными интеллектуальными достижениями (в отличие ог группы людей, успешных только в учебной деятельности) характеризуются более медленным темпом принятия решения и меньшим количеством допущенных ошибок, то есть демонстрируют более выраженный рефлективный когнитивный стиль[12].
- Рефлективный когнитивный стиль у студентов (медленный и точный) является предиктором академической успеваемости, а быстрый и точный когнитивный стиль — предиктор творческих способностей[13].

## Направления современных исследований
Современные исследования когнитивных стилей связаны с решением ряда теоретико-методологических задач:
1. Изучение феномена «расщепления» полюсов когнитивных стилей, описанного в работах Холодной М. А., с целью избегания типологизации[1].
2. Разработка интегративных моделей когнитивных стилей за счет их объединения в более широкие группы и соотнесение с данными индивидуальных различий людей. Например, в работах Холодной М. А. и Кострикиной И. С. было установлено, что учет когнитивно-стилевой специфики интеллекта лиц с разным уровнем IQ создает предпосылки для более адекватной оценки реальных интеллектуальных возможностей людей[15]. Высокие и сверхпороговые значения IQ могут нивелироваться непродуктивными когнитивными стилями («медленные/неточные»), а сниженное IQ, наоборот, компенсироваться за счет продуктивных когнитивных характеристик («быстрые/точные»)[15].
3. Сопоставление данных изучения когнитивных стилей с исследованиями в области психофизиологии и нейронаук. Например, в работах Волковой Н. Н. под научным руководством Гусева А. Н. изучалась связь когнитивных стилей с регуляцией решения сенсорных задач[16]; Волкова Е. В. занималась вопросами нейроэффективности когнитивной деятельности (затратой энергии в терминах мощности ЭЭГ) людей с разной выраженностью когнитивного стиля «импульсивность-рефлексивность»[17].

## Сноски и источники
1. 1 2 3 4 5 6 7 8  Холодная М. А. Когнитивные стили. О природе индивидуального ума. 2-е изд. — СПб.: Питер, 2004. — 384 с. — ISBN 5-469-00128-8.
2. ↑  Kagan J. Reflection-impulsivity: The generality and dynamics of conceptual tempo // Journal of abnormal psychology. — 1966. — V. 71. — P. 17-24. Архивировано 21 октября 2022 года.
3. 1 2 3  Messer S. Reflection-Impulsivity: A review // Psychological Bulletin. — 1976. — V. 83(6). — P. 1026-1052. Архивировано 21 октября 2022 года.
4. ↑  Корнилова Т. В., Скотникова И. Г., Чудина Т. В., Шуранова О. И. Когнитивный стиль и факторы принятия решения в ситуации неопределенности // Когнитивные стили. Тезисы научно-практического семинара. — 1986. — С. 99—103. Архивировано 21 октября 2022 года.
5. ↑  McKinney J. D. Problem-solving strategies in impulsive and reflective second grades // Developmental Psychology. — 1973. — V. 8. — P. 145-178. Архивировано 21 октября 2022 года.
6. ↑  Borkowski J. C, Peck V. A., Reid M. K. Impulsivity and strategy transfer: Metamemory as mediator // Child Development. — 1983. — V. 54 (2). — P. 459-473. Архивировано 21 октября 2022 года.
7. ↑  Massari D. The relation of reflection-impulsivity to field dependence-independence and internal-external control in children // The Journal of genetic psychology. — 1975. — V. 126. — P. 61-67. Архивировано 21 октября 2022 года.
8. ↑  Gargiulo R. M. Reflection/impulsivity and field dependence/independence in retarded and nonretarded children of equal mental age // Bulletin of Psychonomic Society. — 1982. — V. 19(2). — P. 74-77.
9. ↑  Будрина Е. Г. Взаимосвязь когнитивных стилей родителей и ребенка в младшем школьном и младшем подростковом возрастах // Вестник Санкт-Петербургского университета. Психология : журнал. — 2021. — Т. 11. Вып. 4. — С. 356—370. Архивировано 20 октября 2022 года.
10. ↑  Куликова О. С. Когнитивно-стилевые особенности больных шизофренией // Вестник Санкт-Петербургского университета. Социология : журнал. — 2014. — Сер. 12. Вып. 4. — С. 101—105. Архивировано 20 октября 2022 года.
11. ↑  Морошкин Н. В., Карпов А. Д. Роль когнитивного стиля «импульсивность/рефлексивность» в имплицитном научении (на примере задач социальной перцепции) // Экспериментальная психология : журнал. — 2015. — Т. 8, № 4. — С. 61—76. Архивировано 20 октября 2022 года.
12. ↑  Холодная М. А., Берестнева О. Г. Специфика когнитивного обеспечения интеллектуальной деятельности лиц с высоким уровнем интеллекта // Вестник Томского государственного педагогического университета. Психология : журнал. — 2005. — Вып. 1(45). — С. 127—130.
13. ↑  Кибальченко И. А., Подберезный В. В., Забалуева А. И. Структурные особенности творческих способностей студентов вуза с рефлективным и импульсивным когнитивными стилями // Российский психологический журнал : журнал. — 2017. — Т. 14, № 3. — С. 48—69.
14. ↑  Волкова Н. Н., Гусев А. Н. Когнитивные стили: дискуссионные вопросы и проблемы изучения // Национальный психологический журнал. — 2016. — № 2(22). — С. 28—37.
15. 1 2  Холодная М. А., Кострикина И. С. Когнитивная психология. Особенности когнитивных стилей «импульсивность / рефлективность» и «ригидность / гибкость познавательного контроля» у лиц с высокими и сверхпороговыми значениями IQ // Психологический журнал. — 2002. — № 6. — С. 72—82. Архивировано 4 декабря 2022 года.
16. ↑  Волкова Н. Н. Когнитивно-стилевая регуляция решения сенсорных задач. — 2018. — 227 с. Архивировано 9 декабря 2022 года.
17. ↑  Волкова Е. В., Докучаев Д. А. Импульсивность — рефлексивность и нейроэффективность интеллектуальной деятельности // Экспериментальная психология. — 2022. — Т. 15, № 2. — С. 125—143. Архивировано 4 декабря 2022 года.